# Corey Anderson (Cricketspieler)
Corey James Anderson (* 13. Dezember 1990 in Christchurch, Neuseeland) ist ein neuseeländischer Cricketspieler der zwischen 2012 und 2018 für die neuseeländische Nationalmannschaft und seit dem Jahr 2024 für die Vereinigten Staaten spielt.

## Kindheit und Ausbildung
Anderson’s Vater war der Leichtathlet Grant Anderson, der als Sprinter an den British Commonwealth Games 1974 teilnahm und seine Mutter eine Netballerin. Er selbst durchlief die Jugendmannschaften in Canterbury. Auch war er Teil der neuseeländischen Vertretung beim ICC U19-Cricket-Weltmeisterschaft 2008.

## Aktive Karriere

### Anfänge in der Nationalmannschaft
Anderson gab sein First-Class-Debüt in der Saison 2006/07 für Canterbury. Er konnte früh für die neuseeländische A-Nationalmannschaft auflaufen, sich jedoch zunächst nicht durchsetzen. In der Saison 2010/11 litt er unter einer Leistenverletzung, verpasste weite teile der Saison und verließ danach Canterbury in Richtung Northern Districts. Erst in 2012 erzielte er sein erstes Century, woraufhin er bei der Tour in Südafrika sein Twenty20-Debüt für die Nationalmannschaft gab. Im Juni 2013 folgte bei der ICC Champions Trophy 2013  sein ODI-Debüt. Bei der Tour in Bangladesch im Oktober gab er sein Test-Debüt und im zweiten Spiel der Serie erreichte er ein Century über 116 Runs aus 173 Bällen. In der ODI-Serie der Tour gelangen ihm 4 Wickets für 40 Runs im zweiten Spiel. Kurz darauf musste er die Tour in Sri Lanka nach einer Rippenverletzung abbrechen. Im Dezember kamen die West Indies nach Neuseeland. Dabei gelangen ihm im zweiten Test 3 Wickets für 47 Runs und im zweiten ODI ein Century über 131* Runs aus 47 Bällen. Bei letzterem erzielte er das Century in 36 Bällen, was zu dem Zeitpunkt das schnellste Century im ODI-Cricket war. Daran schloss sich eine ODI-Serie gegen Indien an, wobei er im ersten Spiel ein Fifty über 68* Runs erreichte und in den folgenden beiden Spielen drei (3/67) bzw. fünf (5/63) erzielte. In der darauf folgenden Test-Serie folgte ein weiteres Fifty (77 Runs) im ersten Spiel.
Im Februar erreichte er bei der Auktion für die Indian Premier League 2014 750.000 US-Dollar von den Mumbai Indians. Beim ICC World Twenty20 2014 erzielte er gegen England zwei Wickets (2/32) und wurde dafür als Spieler des Spiels ausgezeichnet. Weitere zwei Wickets (2/28) gelangen ihm gegen Südafrika. Im November gelang ihm in der Test-Serie gegen Pakistan ein Fifty (50 Runs). Jedoch erlitt er eine Leistenverletzung und musste einige Wochen aussetzen. Gegen Sri Lanka begann er die ODI-Serie im Januar mit einem Fifty über 81 Runs, wofür er ausgezeichnet wurde. Die Sieben-Spiele-Serie schloss er dann mit vier (4/52) und drei (3/59) Wickets ab. Dem folgte der Cricket World Cup 2015. Hier erzielte er in der Vorrunde ein Fifty über 75 Runs gegen Sri Lanka und drei Wickets (3/18) gegen Schottland. Im Halbfinale konnte er gegen Südafrika mit drei Wickets (3/72) und 58 Runs einen wichtigen Beitrag zum Finaleinzug leisten. Dort Unterlag Neuseeland dann gegen Australien. Im Mai erreichte er in England ein Fifty (51 Runs) im ersten Test. Jedoch zog er sich daraufhin eine Rückenverletzung zu und musste die Tour abbrechen. Daraufhin fiel er bis zum Ende des Jahres aus.

### Verletzungen und Wechsel in die Vereinigten Staaten
Im Januar erreichte er gegen Pakistan ein Fifty über 82* Runs im dritten Twenty20 und wurde dafür als Spieler des Spiels ausgezeichnet. In der darauf folgenden Test-Serie gegen Australien gelang ihm ein weiteres Fifty. Daraufhin war er Teil des Kaders für den ICC World Twenty20 2016, wo ihm 34 Runs gegen Indien und zwei Wickets (2/29) gegen Australien. Daraufhin erlitt er eine Rückenverletzung und kam nach einem halben Jahr Pause zunächst nur als Batter zurück ins Team. Im Januar 2017 erreichte er gegen Bangladesch ein Fifty über 94* Runs im dritten Twenty20, wofür er ausgezeichnet wurde. Bei der ICC Champions Trophy 2017 konnte er 3 Wickets für 55 Runs gegen England erzielen. Danach spielte er für Somerset im Twenty20 Cup 2017, zog sich dort jedoch erneut eine Stressfraktur im Rücken zu. Im Oktober 2018 kam er dann noch ein Mal zurück für die Twenty20-Serie gegen Pakistan, doch verletzte er sich kurz darauf erneut. Im Mai 2019 verlor er dann seinen Vertrag mit dem neuseeländischen Verband.
Während der COVID-19-Pandemie lebte er vorwiegend bei seiner Verlobten in Texas. Dort wurde er dann von den Vereinigten Staaten angeworben und absolvierte seine drei Jahre Residenzpflicht, bevor er für diese antreten durfte. In der Folge spielte er in mehreren Twenty20-Ligen, bevor er im März 2024 in die Nationalmannschaft berufen wurde. Dort wurde er für die Twenty20-Serie gegen Kanada berufen und erzielte bei seinem zweiten Einsatz ein Fifty über 55 Runs. Kurz darauf wurde er für den ICC Men’s T20 World Cup 2024 nominiert.